# Друга збірна Англії з футболу
Друга збірна Англії з футболу, також відома як Англія Б (англ. England B national football team) — друга футбольна збірна, що представляє Англію. Є резервною для основної збірної Англії.
Друга збірна Англії була заснована 1947 року, і з того часу провела 54 офіційних і 3 неофіційних матчі.
Свій останній на цей момент матч друга збірна Англії провела 25 травня 2007 року проти збірної Албанії, яка завершилась перемогою англійців 3:1.

## Історія
Ідею про створення другої збірної Англії запропонував Волтер Вінтерботтом. У ній передбачалося переглядати кандидатів в основну збірну країни (молодіжна збірна Англії була створена лише 1976 року). Першим матчем другої збірної Англії стала гра проти другої збірної Швейцарії, яка пройшла 21 лютого 1947 року в Женеві. Це був неофіційний матч, а 1949 року Англія Б провела свій перший офіційний матч, обігравши другу збірну Фінляндії з рахунком 4:0.
Регулярність проведення матчів другої збірної Англії цілком залежала від бажання головного тренера основної збірної. Так, при Альфі Ремзі і Доні Реві матчі другої збірної взагалі не проводилися (тобто з 1957 по 1978 роки). Рон Грінвуд знову почав збирати другу збірну, а при Боббі Робсоні такі матчі стали регулярними: з 1989 по 1990 рік Англія Б зіграла дев'ять матчів. У цей період з другої збірної Англії в основну перейшов ряд стали в майбутньому відомими гравців, наприклад, Пол Гаскойн.
Свен-Йоран Ерікссон провів лише один матч другої збірної Англії, який відбувся 25 травня 2006 року. У ньому друга збірна Англії зустрілася зі збірною Білорусі в рамках підготовки до чемпіонату світу. Збірна Англії зазнала поразки з рахунком 1:2.
Стів Макларен також провів лише один матч другої збірної Англії, який відбувся 25 травня 2007 року. У ньому Англія Б зустрілася зі збірною Албанії на стадіоні «Терф Мур», і здобула перемогу з рахунком 3:1. Капітаном у складі цієї команди був Майкл Оуен.
При Фабіо Капелло матчі другої збірної Англії не проводилися.

## Статистика
- Всього зіграно 57 ігор: 37 перемог, 10 нічиїх, 9 поразок, 1 не завершилась
  - Проти національних збірних: 19 ігор, 15 перемог, 2 нічиї, 2 поразки
  - Проти других і молодіжних збірних: 26 ігор, 22 перемоги, 8 нічиїх, 7 поразок, 1 не завершилась
  - Проти інших: 2 гри, 1 перемога, 1 поразка